# ドノバン・ベイリー
ドノバン・ベイリー（Donovan Bailey, 1967年12月16日 - ）は、ジャマイカ出身で、カナダ国籍の元陸上競技選手である。

## 人物
100mにおいて大きな功績を残した選手である。1995年の世界陸上100mで優勝したのが国際的なデビューであった。この時ベイリーは27歳で、遅咲きであった。また、4×100mリレーでも優勝し、2冠を達成した。
1996年に行われたアトランタオリンピックの100m決勝では、スタートの反応時間が一番遅かった。特に隣のレーンのフランク・フレデリクスからは100分の3秒ほど遅れてのスタートであったにも拘らず、優勝。タイムは、当時の世界記録を100分の1秒更新する9秒84の世界新であった。これは、1968年に100mに電動計時が導入されて以来、初めてアメリカ人選手以外による世界記録更新という快挙となった。これにより、世界チャンピオン、五輪チャンピオン、世界記録保持者の3つのタイトルを独占した。これは、カール・ルイスに次いで2人目の達成者である（2010年3月現在、これを達成したのは、ルイス、ベイリーとモーリス・グリーン、ウサイン・ボルトの4人だけである）。また、前年の世界陸上に引き続き、リレーとの2冠を達成している。1996年2月9日には室内50mで世界最高記録となる5秒56をマークした。
2001年に引退した。もともと陸上を本格的に始める以前、ベイリーは投資に明るかったことから、会社を設立した。

## 略歴
- 13歳でカナダに移住。
- 1995年、イェーテボリ世界陸上の100mと4x100mリレーで金メダル。
- 1996年、アトランタオリンピックの100mで、9秒84の世界新記録（当時）を樹立。
- 同年、カナダの年間最優秀スポーツ選手に与えられるルー・マーシュ賞を受賞。
- 1997年5月31日、「世界最速決定戦」として、200m19秒32の世界記録（当時）および400m43秒18の世界記録保持者  (当時)  マイケル・ジョンソンとの「150メートル走」対決がカナダで行われた。ジョンソンが脚の故障を理由に途中棄権し、ベイリーが勝利した。
- 1997年、アテネ世界陸上の100mで銀メダル、4x100mリレーで金メダル。
- 2001年、現役引退。

## 主な成績
| 年   | 大会                   | 場所                       | 種目    | 結果    | 記録   |
| ---- | ---------------------- | -------------------------- | ------- | ------- | ------ |
| 1995 | 世界陸上選手権         | イェーテボリ(スウェーデン) | 100m    | 1位     | 9秒97  |
| 1995 | 世界陸上選手権         | イェーテボリ(スウェーデン) | 4×100mR | 1位     | 38秒31 |
| 1996 | アトランタオリンピック | アトランタ(アメリカ合衆国) | 100m    | 1位     | 9秒84  |
| 1996 | アトランタオリンピック | アトランタ(アメリカ合衆国) | 4×100mR | 1位     | 37秒69 |
| 1997 | 世界陸上選手権         | アテネ(ギリシャ)           | 100m    | 2位     | 9秒91  |
| 1997 | 世界陸上選手権         | アテネ(ギリシャ)           | 4×100mR | 1位     | 37秒86 |
| 1999 | 世界陸上選手権         | セビリア(スペイン)         | 4×100mR | DQ      | -      |
| 2000 | シドニーオリンピック   | シドニー(オーストラリア)   | 100m    | 8位(qf) | 11秒36 |
| 2001 | 世界陸上選手権         | エドモントン(カナダ)       | 100m    | 6位(sf) | 10秒33 |

## 記録
- 50m　　5秒56　　（1996年2月9日、室内世界最高記録）
- 60m　　6秒51　　（1997年2月8日）
- 100m　9秒84　　（1996年7月27日）
- 200m　20秒42　（1998年7月2日）